# Joseph Mausbach

Joseph Mausbach

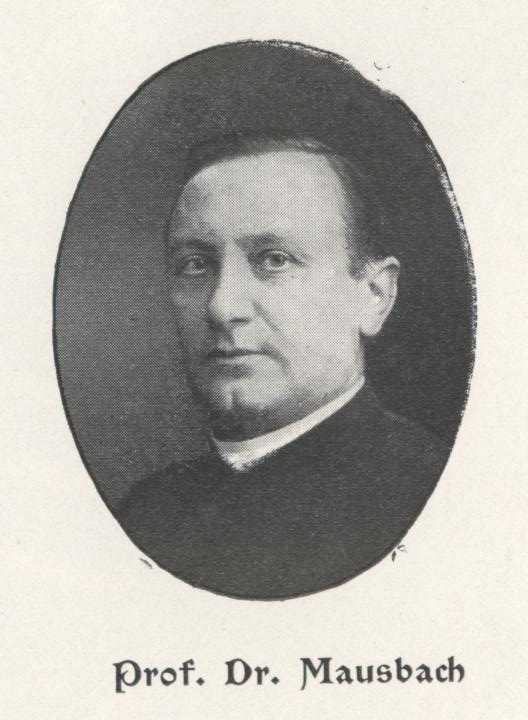
Joseph Mausbach, Abbildung aus der Festschrift zum 52. Deutschen Katholikentag in Straßburg, 1905

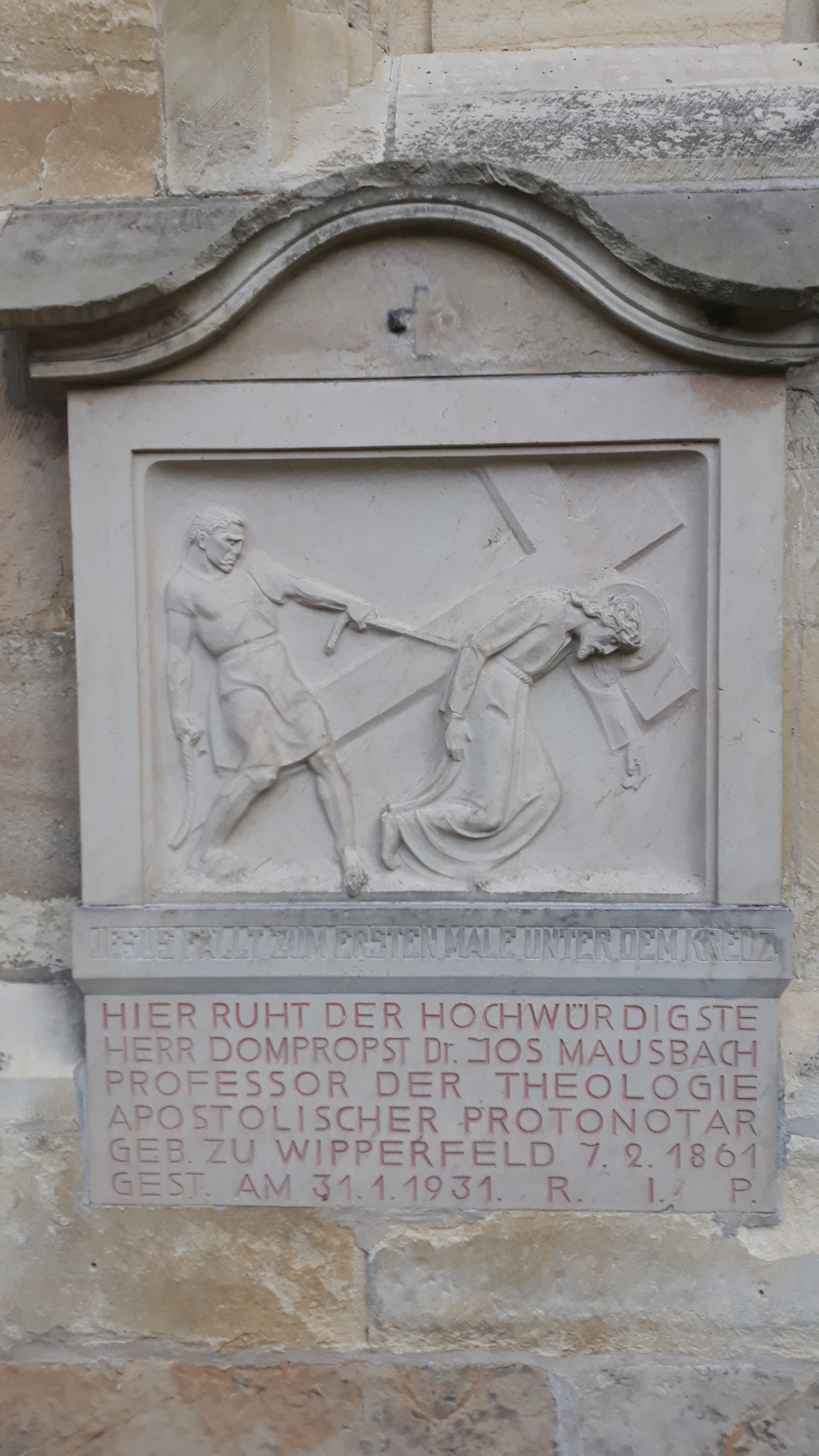
Das Grab von Joseph Mausbach im Kreuzgang des Doms von Münster

Carl Joseph Mausbach (* 7. Februar 1861 in Wipperfeld; † 31. Januar 1931 in Ahrweiler) war ein deutscher Theologe und Politiker (Zentrum).

## Leben und Beruf
Joseph Mausbach wurde als Sohn von Christian Mausbach, des Bürgermeisters von Wipperfeld, geboren. Er besuchte von 1873 bis 1878 das Engelbert-von-Berg-Gymnasium Wipperfürth und anschließend von 1878 bis 1880 das Apostelgymnasium in Köln, wo er das Abitur ablegte. Während seiner Schulzeit in Köln wohnte er bei einem Großonkel, Stadtdechant Peter Christian Schnepper (1802–1883), Pfarrer an St. Kolumba. Nach dem Abitur studierte er in Münster katholische Theologie und war dort Mitglied im wissenschaftlichen katholischen Studentenverein Unitas-Frisia, wo er Franz Hülskamp kennenlernte, der ihn in theologischer Hinsicht stark prägte. Wegen des Bismarckschen Kulturkampfes musste er 1883 nach Eichstätt wechseln, wo er am 20. Juli 1884 im Eichstätter Dom zum Priester geweiht wurde. Noch im selben Jahr wurde er Kaplan an St. Gereon in Köln. Am 18. Januar 1888 wurde er in Münster zum Dr. theol. promoviert und übernahm ein Jahr später eine Stelle als Religionslehrer am Gymnasium in Mönchengladbach.
Bereits am 30. Mai 1892 wurde Mausbach als Professor für Moraltheologie und Apologetik nach Münster berufen (als Nachfolger von Joseph Schwane). 1903 und 1913 lehnte er Rufe nach Straßburg und Bonn ab. In Münster hielt er Vorlesungen „für Hörer aller Fakultäten“.
Er war 1899 an der Gründung des Collegium Marianum, einer Bildungsstätte für Ordensfrauen und andere weibliche Studierende beteiligt. 1912 erfolgte die Ernennung zum päpstlichen Hausprälaten. 1918 wurde er zusätzlich zum Dompropst berufen.
Seine erste Rede auf einem Katholikentag hielt er 1896 in Dortmund. „Nächst Windthorst hat kein anderer Redner der Katholikentage so oft auf ihnen gesprochen wie Joseph Mausbach“, stellte Adolf Donders in seinem Nachruf fest. 1914 engagierte Mausbach sich als Vorsitzender der Rednerkommission im Komitee zur Vorbereitung des 61. Katholikentages in Münster. Von 1915 bis 1920 leitete er den Arbeitsausschuss zur Verteidigung deutscher und katholischer Interessen, der sich insbesondere gegen die antideutsche französische Agitation innerhalb der Weltkirche richtete.

## Politik
Mausbach war Mitglied des Zentrums. Er verlangte auch von seinen Glaubensbrüdern ein stärkeres politisches Engagement im überwiegend protestantisch geprägten Deutschland. Durch seinen Einsatz im Gewerkschaftsstreit für eine von der Hierarchie relativ unabhängige katholische Sozialpolitik geriet er 1912 in Schwierigkeiten mit der Römischen Indexkongregation. Im Zentrums- und Gewerkschaftsstreit spielte Mausbachs Buch Die katholische Moral und ihre Gegner eine wichtige Rolle in der Argumentation der Kölnischen Volkszeitung. Unter Verweis auf dieses Buch behauptete die Kölnische Volkszeitung, dass ihre Position „unter dem moraltheologischen Gesichtspunkte unanfechtbar ist.“ Für die Magdeburgische Zeitung war Mausbach nicht nur „einer der größten katholischen Gelehrten Deutschlands, der wiederholt als Bischofskandidat der Regierung vorgeschlagen worden war“, sondern auch „der theologische Führer der ‚Kölner Richtung‘“.
Mausbach war von 1919 bis 1920 Mitglied der Weimarer Nationalversammlung. Er war dort Mitglied des Ausschusses zur Vorberatung des Entwurfs einer Verfassung für das Deutsche Reich und engagierte sich insbesondere im Bereich der Vorschriften, die sich mit Religion, Kultur und Bildung befassten. Mausbach sah durch das Zugeständnis der Einführung bekenntnisfreier Schulen die konfessionell gebundenen Schulen in ihrer Wirkung gestärkt. Er war maßgeblich an der Aushandlung des Weimarer Schulkompromisses beteiligt.

## Wirkung
Mit seinen Aussagen zur Moraltheologie und zur katholischen Soziallehre hat er einen wesentlichen Beitrag zur Neubestimmung des Verhältnisses zwischen Katholischer Kirche und Republik, vor allem in Fragen der Sozialpolitik und Schulpolitik, geleistet. Mit Oswald von Nell-Breuning ist einer der bedeutendsten katholischen Sozialethiker des 20. Jahrhunderts bei Mausbach promoviert worden.
Den entscheidenden Beitrag zur Entwicklung der Moraltheologie leistete Mausbach mit seinen Reformvorschlägen zur Bewältigung der Krise der Moral in den ersten Jahren des 20. Jahrhunderts, wobei darin die Forderung nach einer Relativierung der Kasuistik und einer theologischen Grundlegung der Moraltheologie im Mittelpunkt standen. Mit seinem Handbuch der Moraltheologie (1918–20) blieb er jedoch weit hinter seinen eigenen Vorschlägen zurück, wie er auch selbst eingestand: Er sah die Zeit für einen Neuentwurf noch nicht gekommen. Die Reformvorschläge aber blieben fast ein halbes Jahrhundert richtungsweisend für die katholische Moraltheologie.

## Veröffentlichungen
Monografien
- Divi Thomae Aquinatis De voluntate et appetitu sensitivo doctrina. Dissertation Münster, 1888.
- Christentum und Weltmoral. Zwei Vorträge über das Verhältnis der christlichen Moral zur antiken Ethik und zur weltlichen Cultur, 1897.
- Die katholische Moral, ihre Methoden, Grundsätze und Aufgaben. Ein Wort zur Abwehr und Verständigung, 1901.
- Frauenbildung und Frauenstudium im Lichte der Zeitbedürfnisse und Zeitgegensätze. Zwei Vorträge, 1910.
- Kulturfragen in der Deutschen Verfassung. Eine Erklärung wichtiger Verfassungsartikel, 1920.
- Sittlichkeit und Badewesen, 1930.
- Dasein und Wesen Gottes, Band I: Die Möglichkeit der Gottesbeweise, Band II: Der kosmologische Gottesbeweis. Verlag der Aschendorffschen Verlagsbuchhandlung, 1930.

Herausgeberschaft und Bearbeitung
- mit Gustav Ermecke: Katholische Moraltheologie I–III. Aschendorff, Münster 1914/18.

Aufsätze (Auswahl)
- Die katholische Wissenschaft und der Index. In: Kölnische Volkszeitung Nr. 103, 2. Februar 1902, S. 1.
- Die neuesten Vorschläge zur Reform der Moraltheologie und ihre Kritik. In: Theologische Revue, 1902, S. 1–8, 41–46.
- Der Antimodernisten-Eid und die theologische Wissenschaft. In: Kölnische Volkszeitung Nr. 39, 14. Januar 1911, S. 1f.
- Vom gerechten Krieg und seinen Wirkungen. In: Hochland 12 (1914), S. 5–12.
- Die Strafbarkeit des Hochverrats. Eine Anmerkung zum Hitlerprozeß, in: Kölnische Volkszeitung Nr. 255, 4. April 1924, S. 1.